# تپه شیخ جراح
تپه شیخ جراح مربوط به مس وسنگ میانی و جدید - دوره اشکانیان است و در شهرستان کبودرآهنگ، بخش شیرین سو، دهستان مهربان سفلی، جنوب روستای شیخ جراح واقع شده و این اثر در تاریخ ۷ اسفند ۱۳۸۶ با شمارهٔ ثبت ۲۱۶۵۹ به‌عنوان یکی از آثار ملی ایران به ثبت رسیده است.